# Ковалі (Урмарський район)
Кова́лі (рос. Ковали, чув. Кавал) — село у складі Урмарського району Чувашії, Росія. Адміністративний центр Ковалинського сільського поселення.
Населення — 726 осіб (2010; 896 у 2002).
Національний склад:
- чуваші — 98 %